# Frontkämpferprivileg
Als Frontkämpferprivileg wurde eine Ausnahmeregelung in den gegen Juden gerichteten nationalsozialistischen Gesetzen von 1933 im Deutschen Reich bezeichnet. Sie schützte zeitweilig jüdische Beamte, die im Ersten Weltkrieg an der Front gekämpft hatten, vor der Entlassung. Diese Bestimmung war enthalten im Gesetz zur Wiederherstellung des Berufsbeamtentums, im Gesetz über die Zulassung zur Rechtsanwaltschaft sowie in zahlreichen weiteren Gesetzen und Verordnungen, die zum Beispiel die Zulassung jüdischer Hochschüler und Ärzte einschränkten.

## Zustandekommen
Das Frontkämpferprivileg ging auf ein Schreiben Hindenburgs an Hitler vom 4. April 1933 zurück, in dem er schrieb:

„In den letzten Tagen sind mir eine ganze Reihe von Fällen gemeldet worden, in denen kriegsbeschädigte Richter, Rechtsanwälte und Justizbeamte von untadeliger Amtsführung lediglich deshalb zwangsbeurlaubt wurden und später entlassen werden sollen, weil sie jüdischer Abstammung sind.“

Diese Behandlung kriegsbeschädigter Beamter sei ihm „ganz unerträglich“, denn:

„Wenn sie [es] wert waren, für Deutschland zu kämpfen und zu bluten, sollen sie auch als würdig angesehen werden, dem Vaterlande […] weiter zu dienen.“

Daraufhin wurde bereits in der ersten Fassung des Gesetzes zur Wiederherstellung des Berufsbeamtentums vom 7. April 1933 im § 3 Absatz 2 eine Ausnahmeregelung aufgenommen. Die Ausnahme betraf jüdische „Beamte, die bereits seit dem 1. August 1914 Beamte gewesen sind oder die im Weltkrieg an der Front für das Deutsche Reich oder für seine Verbündeten gekämpft haben oder deren Vater oder Söhne im Weltkrieg gefallen sind“.

## Inhalt
In einer Ersten Durchführungsverordnung vom 11. April 1933 hieß es:

„Wenn ein Beamter nicht bereits am 1. August 1914 Beamter gewesen ist, hat er nachzuweisen, daß er arischer Abstammung oder Frontkämpfer, der Sohn oder Vater eines im Weltkriege Gefallenen ist. Der Nachweis ist durch die Vorlegung von Urkunden (Geburtsurkunde und Heiratsurkunde der Eltern, Militärpapiere) zu erbringen.“

Wenig später wurde in einer Durchführungsverordnung definiert, dass der Kriegsteilnehmer einen Kampfeinsatz an der Front nachzuweisen habe.

## Folgen
Diese Bestimmungen ermöglichten einer großen Anzahl von „nichtarischen“ Beamten zunächst eine Weiterarbeit. Zur Überraschung der nationalsozialistischen Antisemiten konnten fast 50 Prozent der betroffenen Juden den geforderten Nachweis erbringen. Allerdings wurde diese Ausnahmeregelung, die speziell für Entlassungen nach § 3 BBG galt, gerade im Fall von Beamten oft umgangen, indem jüdische Beamte einfach unter Berufung auf § 6 BBG (Abbau überflüssiger und einzusparender Stellen) entlassen wurden. Durch das Reichsbürgergesetz mit seiner Ersten Durchführungsverordnung wurden Ende 1935 aber auch die letzten jüdischen Beamten aus ihren Ämtern entfernt.
Durch die 5. Verordnung zum Reichsbürgergesetz wurde allen jüdischen Rechtsanwälten zum 30. November 1938 die Zulassung entzogen. Einige wenige durften als Konsulent weiter tätig sein.

## Weitere Gesetze
Eine Sonderstellung von jüdischen Frontkämpfern und deren Kindern gab es zudem in:
- Gesetz gegen die Überfüllung deutscher Schulen und Hochschulen
- Verordnung über die Zulassung von Ärzten zur Tätigkeit bei den Krankenkassen